# Waldemar Derkacz
Waldemar Derkacz s. Stanisława (ur. 1948 w Białogardzie) – oficer Wojska Polskiego, pułkownik.

## Życiorys
Do wojska wstąpił w 1968 jako podchorąży Wyższej Oficerskiej Szkoły Wojsk Inżynieryjnych, którą ukończył w 1972 jako prymus. Następnie w latach 1972–1974 dowodzi plutonem pontonowym w 12 pułku pontonowym w Szczecinie. W latach 1974–1977 dowodził kompanią pontonową w tym samym pułku. W okresie od 1977 do 1980 był słuchaczem Wojskowej Akademii Inżynieryjnej w ZSRR, którą ukończył z wyróżnieniem. Po powrocie ze studiów ponownie pełnił służbę w 12. pułku pontonowym na stanowiskach: starszy oficer operacyjny (1980–1981), a następnie pełnił obowiązki szefa sztabu pułku (1981–1985). W okresie od lutego do marca 1985 odbył kurs przeszkolenia kandydatów na stanowisko dowódców pułku przy Centrum Doskonalenia Oficerów WP. W latach 1985–1988 dowodził 9. pułkiem pontonowo-technicznym Obrony Terytorialnej w Chełmnie. W 1988 objął obowiązki dowódcy 12. pułku pontonowo-technicznego Obrony Terytorialnej w Szczecinie. W sierpniu 1988 udał się na trzymiesięczny kurs doskonalący do Wojskowej Akademii Inżynieryjnej w ZSRR. W 1991, po przeformowaniu 12 pułku na 12 Ośrodek Przechowywania Sprzętu w Szczecinie został jego komendantem. Obowiązki te pełnił do 1994 tj. do rozformowania 12 OPS. Od 1994 do 1995 pełnił obowiązki służbowe w Wojewódzkim Sztabie Wojskowym w Szczecinie. Komendantem Wojskowej Komendy Uzupełnień w Gryfinie został w 1995 i pełnił obowiązki do 1998
Obecnie pracuje w Starostwie Powiatowym w Gryfinie na stanowisku naczelnika Wydziału Zarządzania Kryzysowego.

## Awanse
- podporucznik – 10 września 1972
- porucznik - 12 października 1974
- kapitan - 12 października 1978
- major - 12 października 1982
- podpułkownik - 12 października 1986
- pułkownik - 9 maja 1990

## Ordery i odznaczenia
- Złoty Krzyż Zasługi - 1988
- Srebrny Krzyż Zasługi - 1983
- Złoty Medal „Za zasługi dla obronności kraju” - 1993
- Srebrny Medal „Za zasługi dla obronności kraju” - 1981
- Brązowy Medal „Za zasługi dla obronności kraju” - 1975
- Złoty Medal „Siły Zbrojne w Służbie Ojczyzny”-1987
- Srebrny Medal „Siły Zbrojne w Służbie Ojczyzny” - 1982
- Brązowy Medal „Siły Zbrojne w Służbie Ojczyzny” - 1977
- Medal pamiątkowy „Zasłużonemu Saperowi"